# أنطون وييد
أنطون وييد (بالسويدية: Anton Wede)‏ (20 أبريل 1990 في السويد - ) هو لاعب كرة قدم سويدي في مركز الوسط. لعب مع نادي إلفسبورغ ونادي هلسينغبورغ ونادي فالكنبرغ.

## روابط خارجية
- أنطون وييد على موقع اتحاد السويد (السويدية)
- أنطون وييد على موقع قاعدة بيانات كرة القدم.إي يو (الإنجليزية)
- أنطون وييد على موقع Soccerway.com (الإنجليزية)